# Минас
Минас (на испански: Minas) е град с надморска височина 140 метра, административен център на департамента Лавалеха, Уругвай. Населението на града е 38 446 души (2011 г.).